# Zwartoortandkwartel
De zwartoortandkwartel (Odontophorus melanotis) is een vogel uit de familie Odontophoridae. De wetenschappelijke naam van de soort is voor het eerst geldig gepubliceerd in 1865 door Salvin.

## Voorkomen
De soort komt voor van Honduras tot Panama en er worden twee ondersoorten onderscheiden:
- O. m. verecundus: noordelijk Honduras.
- O. m. melanotis: van zuidoostelijk Honduras tot Panama.

## Beschermingsstatus
De totale populatie bestaat uit 50.000-500.000 volwassen vogels. Op de Rode Lijst van de IUCN heeft de soort de status gevoelig.